# Märzen

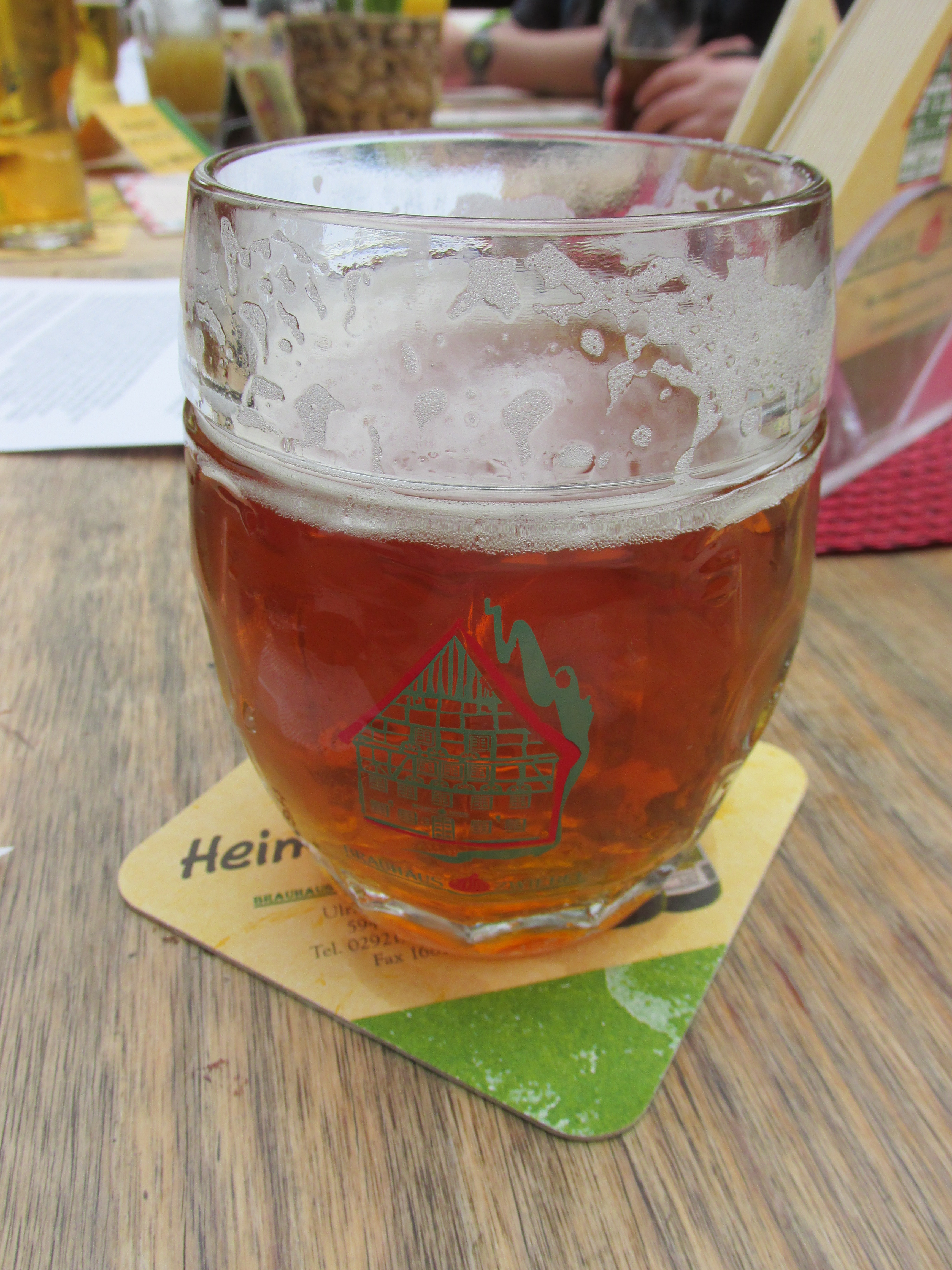
Märzen

La Märzen, Märzenbier (bière de mars) ou Oktoberfestbier est une bière de saison allemande de fermentation basse, au goût houblonné et de couleur variable.
Elle est particulièrement appréciée lors de la fête de la bière (Oktoberfest) à Munich.

## Historique
Comme la fermentation basse nécessite une température inférieure à dix degrés, la bière ne pouvait être brassée que jusqu’au mois de mars. Par ailleurs, l’édit bavarois de 1539 sur le brassage de la bière interdisait le brassage entre le 23 avril et le 29 septembre en raison de risques d’incendie.
Les brasseurs devaient donc faire des stocks avant l’été et produisaient ainsi en mars une bière houblonnée, relativement forte en alcool et capable de se conserver environ six mois. Elle était stockée au frais et dans le noir. 
Sa durée de conservation de six mois est l’une des raisons pour lesquelles l’Oktoberfest débute en septembre, à la fois pour écouler les stocks, mais surtout aujourd’hui pour consommer cette bière de mars préparée spécialement en grande quantité pour l’occasion, brassée et fermentée sur une période plus longue avec une recette spécifique permettant sa conservation et sa maturation en fut après brassage, ce qui lui donne sa saveur et sa couleur particulière.

## Brassage
Dans tous les cas la bière de l'Oktoberfest a une densité primitive de moût comprise entre 13,5 et 14 %. Elle mature huit semaines, au lieu de quatre pour les bières classiques.

## Marques
Les marques Wiesen-Bier, Wiesen-Märzen et Münchener Oktoberfestbier sont des marques déposées par l'association des brasseries munichoises depuis 1952.

## Aujourd’hui
Le terme de Märzen est différemment compris en Europe :
- En Angleterre, il est devenu un synonyme de bière de l’Oktoberfest ;
- En Autriche, il est synonyme de Lager ;
- En France, il correspond à la bière de mars (qui n’est brassée en hiver que pour sa consommation autour du passage du printemps, mais est moins houblonnée donc moins amère, et moins alcoolisée que la Märzen allemande, même si elle en reprend la couleur fortement ambrée ; cette recette est en fait assez proche de la bière de Noël française).

La Märzen est également brassée aux États-Unis d'Amérique.